# Rakovnik pri Šentrupertu
Rakovnik pri Šentrupertu este o localitate din comuna Šentrupert, Slovenia, cu o populație de 108 locuitori.